# Списък на херцозите на Немур
Между XII и XIII век Сеньория Немур в историческата провинция Гатине, днешна Франция, е във владение на Дом Вилбеон, чийто представител Готие е маршал на Франция в средата на XIII век. Херцогство Немур днес съответства на френския Кантон Немур в Департамент Сен е Марн.
През 1274 г. сеньорията е продадена на френския крал Филип III, а през 1276 г. от Жан дьо Немур на Филип дьо Немур, и е издигната до графство, което през 1364 г. е дадено на Жан III дьо Граи. През 1404 г. френският крал Шарл VI го дава на Шарл III д'Евре и го издига до Херцогство Немур под закрилата на Кралство Франция в замяна на древното Графство Еврьо в Нормандия.
След като е конфискувано и възстановявано на няколко пъти, херцогството се завръща у френската корона през 1504 г. след изчезването на рода Арманяк-Пардиак. През 1507 г. е поверено от френския крал Луи XII на племенника му Гастон дьо Фоа-Немур, който е убит в битката при Равена през 1512 г. Херцогството се завръща в кралските владения, от които е отделено отново и дадено на Джулиано II де Медичи и на съпругата му Филиберта Савойска през 1515 г., на Луиза Савойска през 1524 г. и на Филип Савойски-Немур през 1528 г. Потомците на последния запазват херцогството, до момента в който то е продадено на френския крал Луи XIV. През 1672 г. той го дава на брат си – херцог Филип I Орлеански, чиито потомци го пазят до Френската революция. Впоследствие титлата „Херцог на Немур“ е дадена на Луи-Шарл – син на френския крал Луи-Филип.

## Сеньори на Немур
- 1120 – 1148: Орсон (Ур) I дьо Шато-Ландон, син на виконт Фулк дьо Гатине е дьо Шато-Ландон (правнук на Юг дьо Перш – граф на Гатине и на Беатрис дьо Макон)
- 1148 – 1174: Авлин дьо Шато-Ландон (* ок. 1130/1140, † 1196), дъщеря на предходния и на съпругата му Авлин дьо Монфокон ан Бери, наречена дьо Траси. Наследява Немур след смъртта на брат си Ерве в Палестина около 1147 г.; ∞ ок. 1150 за Готие I дьо Вилбеон († 1205), господар на Бомон ан Гатине, Ла Шапел и Вилмомбъл, синьор на Вилбеон, Турнанфюе и Немур по правото на съпругата си; той е истинският основател на Немур, който строи замъка на Немур и църквата „Сен Жан Батист“ около 1170 г.
- 1174 – 1191: Филип I дьо Вилбеон (* ок. 1150/1155, † 1191), син на предходните, кралски шамбелан, ∞ ок. 1772/1175 за Авлин († 1191), дъщеря на Жослин II, виконт на Мелюн и Алпаи
- 1191 – 1222: Готие II дьо Вилбеон (ок. † 1121/1122), син на предходния, ∞ 1195 за Маргьорит, дъщеря на Обер III дьо Питивиер д'Ашер е Ружмон
- 1222 – 1255: Филип II дьо Вилбеон († 1255), син на предходния, господар на Немур и Гершвил, ∞ 1. 1195 за Маргьорит († пр. 1225), дъщеря на Жофрoa II Леванте дю Плеси Сен Жан 2. ок. 1232 за Еглантин 3. за Изабел дьо Ла Ай-Пасаван
- 1255 – 1270: Готие III дьо Вилбеон († 1270), син на предходния от 1-вия му брак
- 1270 – 1274: Филип III дьо Вилбеон († пр. 1275), син на Филип II от 2-рия му брак и полубрат на предходния.

Синьория Немур е продадена от семейство Немур-Вилбеон (от Филип III в частност) на френския крал Филип III Смелия през 1274 и 1276 г. Така тя отива у Короната, а от 15 век кралят, след като я издига в херцогство през 1404 г., я дава като апанаж на могъщи лица.

## Херцози на Немур (Стар режим)

### Дом Еврьо-Навар
- Шарл д'Еврьо Благородния (* 1361, † 1425), крал на Навара (1387 – 1425) и граф на Еврьо (1387 – 1404), праправнук на крал Филип III.

При смъртта на Шарл Благородния през 1425 г. херцогството е завзето от крал Хенри VI, крал на Франция и Англия. На 22 април 1438 г. то е дадено на дъщерята на Шарл, Бианка Наварска.
- Бианка I Наварска (* 1428, † 1441) и съпругът ѝ Хуан II Арагонски, крал на Навара

След смъртта ѝ херцогството се завръща у короната и въпреки че потомците на Бианка – кралете на Навара претендират за титлата до 1571 г., през 1461 г. крал Луи XII приема за валидни претенциите на дъщерята на нейната сестра Беатрис – Елеонора дьо Бурбон-Ла Марш и на нейния съпруг Бернар д'Арманяк.

### Дом Бурбон
- 1461 – 1462: Елеонора дьо Бурбон-Ла Марш (* 1412, † пр. 1464), графиня на Ла Марш и на Кастър, кралица-консорт на Неапол, дъщеря на Жак II дьо Бурбон и на Беатрис д'Еврьо-Навара – дъщеря на крал Шарл III Наварски; ∞ 1429 за Бернар д'Арманяк (* 1400, † 1462), граф на Пардиак.

Кредиторите на суверените на Навара започват дело, свързано с доходите на Немур.

### Дом Арманяк
- 1464 – 1477: Жак д'Арманяк († 1477), син на предходните, ∞ за Луиза Анжуйска (* 1445, † 1477). През 1477 г. Жак д'Арманяк е съден за държавна измяна и екзекутиран при Луи XI. Имуществото му е конфискувано, но крал Шарл VIII връща Немур на сина му Жан д'Арманяк през 1483 г.:
- 1484 – 1500: Жан д'Арманяк (* 1467, † 1500), първороден син на предходните
- 1500 – 1503: Луи д'Арманяк (* 1472, † 1503), брат на предходния
- 1503: Маргарет д'Арманяк (†) сестра на предходните
- 1503 – 1504: Шарлота д'Арманяк († 1504), сестра на предходните

Шарлота – последната потомка на Беатрис д’Еврьо умира без наследници и Немур се връща на френската корона.

### Дом Фоа
През 1507 г. крал Луи XII дава херцогството на племенника си:
- 1507 – 1512: Гастон дьо Фоа-Немур (* 1489, † 1512), граф на Етам и херцог на Немур, син на Жан дьо Фоа, граф на Етам, и Мария Орлеанска.

След смъртта му херцогството се връща на Короната.

### Дом Медичи
През 1515 г. крал Франсоа I го дава на
- 1515 – 1516: Джулиано де Медичи (* 1479, † 1516) и съпругата му Филиберта Савойска (* 1498, † 1524), прачичо на Катерина де  Медичи.

### Дом Савоя
- Луиза Савойска (* 1476, † 1531)

Херцогство е прехвърлено на полубрата на Луиза през 1528 г., а тя получава в замяна Херцогство Оверн.
- 1528 – 1533: Филип Савойски-Немур (* 1490, † 1533), ∞ 1528 за Шарлот Орлеанска-Лонгвил (* 1512, † 1549)
- 1533 – 1385: Жак Савойски-Немур (* 1531, † 1585), син на предходния, ∞ 1566 за Анна д’Есте (* 1531, † 1607)
- 1585 – 1595: Шарл-Еманюил Савойски-Немур (* 1567, † 1595), син на предходния
- 1595 – 1632: Анри I Савойски-Немур (* 1572, † 1632), брат на предходния, ∞ 1618 за Анна Лотарингска (* 1600, † 1638), херцогиня на Омал
- 1632 – 1641: Луи Савойски-Немур (* 1615, † 1641), син на предходния
- 1641 – 1652: Шарл-Амадей Савойски-Немур (* 1624, † 1652), брат на предходния, ∞ за 1643 Елизабет дьо Бурбон (* 1614, † 1664), мадмоазел дьо Вандом, дъщеря на Сезар дьо Вандом – херцог на Вандом
- 1652 – 1657: Анри II Савойски-Немур (* 1625, † 1659), брат на предходния, архиепископ на Реймс, ∞ 1657 за Мария Анна Орлеанска- Лонгвил (* 1625, † 1707), херцогиня д’Етутвил

### Дом Орлеан
През 1672 г. крал Луи XIV дава херцогството на сина си:
- 1672 – 1701: Филип I Френски (Бурбон-Орлеански) (* 1640, † 1701), херцог на Орлеан

След това то се предава на неговите потомци до премахването на дворцовите титли през 1790 г. (възстановени през 1814 г.):
- 1672 – 1701: Филип II Бурбон-Орлеански (* 1674, † 1723), син на предходния, регент на Франция (1715 – 1723)
- 1701 – 1723: Луи Бурбон-Орлеански (* 1703, † 1752), син на предходния
- 1723 – 1752: Луи Филип I Бурбон-Орлеански (* 1725, † 1785), син на предходния
- 1752 – 1785: Луи Филип II Орлеански (* 1747, † 1793), син на предходния. Отказва се от бащиното си име през 1792 г. и избира името Филип Егалите.
- 1785 – 1790: Луи Филип III Орлеански (* 1773, † 1850) (крал на Франция през 1830 г. с името Луи Филип I)
- 1814 – 1896: Луи Орлеански (* 1814, † 1896), внук на предходния, инвестиран от Луи XVIII; запазва титлата си при Юлската монархия (по кралска наредба на баща си Луи-Филип I).
- Фердинанд Орлеански (* 1844, † 1910)
- Емануил Орлеански (* 1872, † 1931)

#### Почетна титла
- 1905 – 1970: Шарл-Филип Орлеански (* 1905, † 1970), правнук на Луи Орлеански.